# Go Back for Murder
Go Back for Murder est une pièce de théâtre policière d'Agatha Christie de 1960, adaptée de son roman Cinq petits cochons de 1942.

## Historique de la pièce
En 1960, Agatha Christie adapte son roman Cinq petits cochons pour le théâtre, mais elle adopte un titre différent pour la pièce Go Back for Murder. Elle supprime également le personnage d'Hercule Poirot, commençant à ne plus le supporter.
La première a lieu le 23 mars 1960 au Duchess Theatre (en) de Londres sous la direction d'Hubert Gregg (en).

## Scènes
L'action se déroule de nos jours en automne.
Acte I
- Scène 1 : Un cabinet d'avocat.
- Scène 2 : Un bureau.
- Scène 3 : Une chambre d'hôtel.
- Scène 4 : Une chambre salon.
- Scène 5 : Une table d'un restaurant.

Acte II
- Alderbury, une maison de l'Ouest de l'Angleterre.

## Distribution
Distribution originale de 1960 :
Mise en scèneHubert Gregg (en)
DécorsMichael Weight
Comédiens
- Robert Urquhart : Justin Fogg
- Peter Hutton : Turnball
- Ann Firbank : Carla / Caroline Crale, sa mère
- Mark Eden : Jeff Rogers
- Anthony Marlowe : Philip Blake
- Laurence Hardy : Meredith Blake
- Lisa Daniely : Lady Melksham
- Margot Boyd : Miss Williams
- Dorothy Bromiley : Angela Warren
- Nigel Green : Amyas Crale

Carla et Caroline Crale, sa mère, sont jouées par la même actrice.